# Guess My Age - Indovina l'età
Guess My Age - Indovina l'età è stato un game show televisivo a premi italiano, prodotto da Banijay Italia, andato in onda dal 28 agosto 2017 al 29 aprile 2022 su TV8 dal lunedì al venerdì nella fascia di access prime time.
Il programma, una delle rarissime esclusive assolute del canale free di Sky, nelle prime quattro edizioni è stato condotto da Enrico Papi, mentre nella quinta è stato condotto da Max Giusti.

## Edizioni
| Edizione | Periodo           | Periodo        | Conduzione  | Puntate   | Puntate      | Sede                             |
| Edizione | Inizio            | Fine           | Conduzione  | Preserale | Prima serata | Sede                             |
| -------- | ----------------- | -------------- | ----------- | --------- | ------------ | -------------------------------- |
| 1ª       | 28 agosto 2017    | 25 maggio 2018 | Enrico Papi | 179       | 3            | Teatro 5, 3Zero2 Studios, Milano |
| 2ª       | 27 agosto 2018    | 24 maggio 2019 | Enrico Papi | 175       | –            | Teatro 5, 3Zero2 Studios, Milano |
| 3ª       | 2 settembre 2019  | 22 maggio 2020 | Enrico Papi | 170       | –            | Teatro 5, 3Zero2 Studios, Milano |
| 4ª       | 31 agosto 2020    | 21 giugno 2021 | Enrico Papi | 170       | –            | Teatro 5, 3Zero2 Studios, Milano |
| 5ª       | 1º settembre 2021 | 29 aprile 2022 | Max Giusti  | 145       | 1            | Teatro 5, 3Zero2 Studios, Milano |

## Il programma
Il programma è un gioco a quiz tratto dall'omonimo format francese creato dalla Vivendi Entertainment, regolarmente trasmesso sia nella fascia preserale che in prime time settimanalmente sul canale locale C8 ed esportato in altri paesi europei tra cui Slovacchia, Ungheria, Germania e Austria.
Inizialmente il format era stato preso in considerazione da Italia 1 con la possibile conduzione prima di Alvin e poi di Nicola Savino. Successivamente, Sky Italia lo ha acquistato annunciando che il programma sarebbe andato in onda su TV8, iniziando a trasmetterlo dal 28 agosto 2017 dal lunedì al venerdì nella fascia di access prime time in sostituzione di Singing in the Car. La conduzione viene affidata a Enrico Papi, passato a Sky Italia nell'estate 2017 e già presentatore di successo di alcuni game show per Mediaset tra cui Sarabanda. La prima edizione, di cui sono state previste inizialmente 45 puntate, aumentate poi a seguito del grande successo, va in onda dai 3Zero2 Studios (già Infront Centro Produzione), in via Deruta 20 a Milano.
Gli autori della versione italiana del gioco televisivo sono stati per le prime quattro stagioni Paolo Cucco, Marco Elia, Pietro Gorini e Francesco Dall'Olio. Invece gli autori della quinta sono stati Ilenia Ferrari, Max Novaresi, Giuliano Rinaldi e Marco Soprano.
La regia è stata affidata per tutte e cinque le stagioni ad Alessio Pollacci, con la co-regia per le prime quattro stagioni di Fabrizio Pastorino, che è stato anche il regista ufficiale di alcune puntate della quinta.
La prima puntata ha esordito con 444 000 telespettatori e uno share pari al 2,2%. Nel corso della programmazione la trasmissione è cresciuta costantemente, fino a raggiungere quota 700 000 telespettatori con il 3% di share e chiudendo la prima stagione con una media di circa 600 000 spettatori con il 2,4% di share, diventando l'unico programma di successo della rete in esclusiva assoluta.
Dalla quarta edizione inizia a perdere ascolti, arrivando a scendere stabilmente sotto il 2%.
Dopo aver cambiato conduttore e successivamente formula durante la quinta edizione, il programma chiude in via definitiva il 29 aprile 2022, come annunciato dal conduttore stesso, lasciando il posto nel palinsesto al nuovo cooking-game Celebrity Chef di Alessandro Borghese. Nella stagione successiva Guess My Age è stato rimpiazzato dal nuovo game show 100% Italia, condotto da Nicola Savino.

## Svolgimento
In ogni puntata, una coppia di concorrenti (amici, parenti, colleghi di lavoro ecc. o, in alcune puntate, un concorrente non famoso e un VIP) deve provare a difendere il montepremi di 100.000 euro, indovinando l'età esatta di sette persone sconosciute e, solitamente, mai apparse precedentemente in televisione. Nella prima fase di gioco, i concorrenti per ogni sconosciuto hanno a disposizione sei indizi per poter indovinare l'età corretta che sono:
- la Canzone: in cui viene fatto sentire ai concorrenti un brano uscito nell'anno di nascita dello sconosciuto;
- la Cronaca: in cui viene dato come indizio un fatto di attualità avvenuto nell'anno di nascita dello sconosciuto;
- il Ricordo: nel quale viene raccontato un aneddoto sulla vita dello sconosciuto che ha a che fare con l'età che ha, l'anno in cui è nato o un periodo preciso della sua vita;
- lo Spettacolo: in cui viene raccontato un evento del mondo dell'intrattenimento accaduto nell'anno di nascita dello sconosciuto;
- il VIP: in cui viene mostrata la foto di un personaggio famoso nato nello stesso anno dello sconosciuto;
- lo Zoom: nel quale viene data ai concorrenti la possibilità di scrutare lo sconosciuto più da vicino.

A partire dalla metà della terza edizione, vengono introdotti tre nuovi indizi:
- la Notizia (al posto della Cronaca): in cui viene dato come indizio un articolo di giornale tratto dall'Archivio del Corriere della Sera con una notizia accaduta nell'anno di nascita dello sconosciuto;
- l'Oggetto (al posto dello Spettacolo): in cui viene mostrata la foto di un oggetto entrato in commercio nell'anno di nascita dello sconosciuto;
- il Gossip (al posto dello Spettacolo): in cui viene raccontato un fatto di gossip avvenuto nell'anno di nascita dello sconosciuto.

A partire dalla quinta edizione, vengono introdotti quattro nuovi indizi:
- il Dato familiare: in cui viene raccontato dallo sconosciuto un dato familiare sulla sua vita personale relazionato con l'età che ha;
- l'Ultim'ora: in cui un giornalista della redazione di Sky TG24 racconta di una notizia avvenuta nell'anno di nascita dello sconosciuto;
- il Super Zoom (al posto dello Zoom): in cui ai concorrenti viene data la possibilità di vedere lo sconosciuto più da vicino e il suo volto raffigurato sul maxischermo dello studio;
- il Foto Ricordo (al posto del Ricordo): in cui, per aiutare i concorrenti viene mostrata una foto del passato dello sconosciuto oltre a dare delle indicazioni su quel determinato periodo storico vissuto da quest'ultimo.

Inizialmente, la coppia di concorrenti deve fare una stima provvisoria sull'età dello sconosciuto, poi, una volta scelto e svelato l'indizio, i giocatori devono confermare o cambiare entro 15 secondi la stima sull'età dell'ignoto premendo il pulsante. Se la seconda stima viene fatta fuori tempo, verrà presa in considerazione la stima fatta prima dell'indizio.
A partire dalla quinta edizione, su una rosa di otto indizi, questi ultimi non vengono più scelti ma vengono estratti casualmente.
Se la coppia indovina l'età dell'ignoto conserva intatto il proprio montepremi, altrimenti, in caso di risposta sbagliata, vedrà sottrarsi dal proprio montepremi una determinata cifra a seconda dell'ignoto per ogni anno di scarto. Le penalità sono così determinate:
- 1º sconosciuto: 1.000 euro di penalità per ogni anno di scarto;
- 2º sconosciuto: 1.500 euro di penalità per ogni anno di scarto;
- 3º sconosciuto: 2.000 euro di penalità per ogni anno di scarto;
- 4º sconosciuto: 3.000 euro di penalità per ogni anno di scarto;
- 5º sconosciuto: 4.000 euro di penalità per ogni anno di scarto;
- 6º sconosciuto: 5.000 euro di penalità per ogni anno di scarto.

Al termine di questa prima fase, i concorrenti per poter vincere il montepremi accumulato fino a quel momento, devono indovinare l'età del settimo sconosciuto più enigmatico e misterioso. I giocatori, per poter indovinare l'età esatta dell'ignoto, dei sei indizi a disposizione devono scartarne due e hanno quattro tentativi di riuscita. Per ogni tentativo, verrà svelato casualmente uno degli indizi prescelti, poi la coppia deve scrivere su un tablet l'età corrispondente e premere il tasto "conferma" entro 15 secondi. Ad ogni errore, il montepremi che i concorrenti hanno preservato nella prima fase del gioco si dimezzerà, mentre, in caso di risposta esatta, la coppia vincerà la cifra corrispondente. Se al quarto tentativo i concorrenti non indovinano l'età non vinceranno nulla.
A partire dalla seconda edizione, i concorrenti possono vincere e portare a casa, indipendentemente dal fatto di vincere anche il montepremi finale, un ulteriore premio di 500 euro (1.000 euro per il sesto sconosciuto) indovinando l'età esatta dei primi sei sconosciuti.
Dalla terza edizione, nella manche finale, l'indizio del Ricordo viene sostituito dal Foto Ricordo in cui, per aiutare i concorrenti verrà mostrata una foto del passato dello sconosciuto finale oltre a dare delle indicazioni su quel determinato periodo storico vissuto da quest'ultimo.
A partire dalla quarta edizione, a disposizione dei concorrenti vi è il Cambio, un aiuto speciale grazie al quale i concorrenti possono cambiare una volta, prima della manche finale, in tutta la puntata lo sconosciuto di cui devono indovinare l'età.
Inoltre, sempre nella quarta edizione vengono rinnovati il logo, la sigla e lo studio del programma, quest'ultimo con adattamenti alle disposizioni in vigore per il contrasto della pandemia di COVID-19.
Dalla quinta edizione, gli indizi per lo sconosciuto finale vengono sorteggiati da una ruota che gira sul ledwall.
Dal 7 febbraio 2022, il gioco viene ribattezzato Guess My Age - La sfida e prevede la partecipazione di due coppie composte da un concorrente e da un VIP; i concorrenti che accumulano più soldi accedono alla manche finale, che si svolge come in precedenza.

## Spin-off

### Guess My Age - Special Edition
Visto il grande successo riscontrato dalla trasmissione, il 17 dicembre 2017, il 4 febbraio e l'11 marzo 2018 vengono trasmesse su TV8 tre puntate in prime time, in onda dalle 21:15 alle 23:45.

#### Svolgimento
Una coppia di concorrenti VIP deve provare a difendere il montepremi di 200.000 euro, indovinando l'età esatta di nove persone, tra sconosciuti e VIP. Nella prima fase di gioco, i concorrenti per ogni sconosciuto hanno a disposizione otto indizi per poter indovinare l'età corretta che sono:
- la Canzone: in cui viene fatto sentire ai concorrenti un brano uscito nell'anno di nascita dello sconosciuto;
- il VIP: in cui viene mostrata la foto di un personaggio famoso nato nello stesso anno dello sconosciuto;
- il Ricordo: nel quale viene raccontato un aneddoto sulla vita dello sconosciuto che ha a che fare con l'età che ha o l'anno in cui è nato;
- la Cronaca: in cui viene dato come indizio un fatto di attualità avvenuto nell'anno di nascita dello sconosciuto;
- l'Ultim'ora: in cui viene data una serie di notizie dell'ultima ora da parte del giornalista di Sky TG24 Alessio Viola su qualcosa che è accaduto nell'anno in cui è nato lo sconosciuto;
- il Sogno:  in cui lo sconosciuto VIP dice i sogni che aveva da bambino o da bambina;
- lo Spettacolo: in cui viene raccontato un evento del mondo dell'intrattenimento accaduto nell'anno di nascita dello sconosciuto;
- lo Zoom: nel quale viene data ai concorrenti la possibilità di scrutare lo sconosciuto più da vicino.

Altri indizi aggiunti nelle successive puntate erano:
- il Giorno perfetto: in cui lo sconosciuto racconta qual era il suo giorno perfetto che ha a che fare con l'età che ha;
- il Diario: nel quale lo sconosciuto legge la pagina del suo diario in cui accadde un fatto che ha a che fare con l'età che ha;
- la Band.

Inizialmente, la coppia di concorrenti deve fare una stima provvisoria sull'età dello sconosciuto, poi, una volta svelato casualmente l'indizio, i giocatori devono confermare o cambiare entro 15 secondi la stima sull'età dell'ignoto premendo il pulsante. Se la seconda stima viene fatta fuori tempo, verrà presa in considerazione la stima fatta prima dell'indizio. In quest'edizione, la coppia quando è in difficoltà può utilizzare un jolly in cui una coppia di ex concorrenti può dare dei suggerimenti ai concorrenti VIP o chiedere aiuto ad uno dei VIP ospiti della puntata.
Se la coppia indovina l'età dell'ignoto, conserva intatto il proprio montepremi, altrimenti, in caso di risposta sbagliata, vedrà sottrarsi dal proprio montepremi una determinata cifra a seconda dell'ignoto per ogni anno di scarto. Le penalità sono così determinate:
- 1º sconosciuto: 1.000 euro di penalità per ogni anno di scarto;
- 2º sconosciuto: 1.500 euro di penalità per ogni anno di scarto;
- 3º sconosciuto: 2.000 euro di penalità per ogni anno di scarto;
- 4º sconosciuto: 2.500 euro di penalità per ogni anno di scarto;
- 5º sconosciuto: 3.000 euro di penalità per ogni anno di scarto;
- 6º sconosciuto: 3.500 euro di penalità per ogni anno di scarto;
- 7º sconosciuto: 4.000 euro di penalità per ogni anno di scarto;
- 8º sconosciuto: 5.000 euro di penalità per ogni anno di scarto.

Al termine di questa prima fase, i concorrenti per poter vincere il montepremi accumulato fino a quel momento, devono indovinare l'età del nono sconosciuto più enigmatico e misterioso. I giocatori, per poter indovinare l'età esatta dell'ignoto, degli  indizi a disposizione devono scartarne due e hanno quattro tentativi di riuscita. Per ogni tentativo, verrà svelato casualmente uno degli indizi prescelti, poi la coppia deve scrivere su un tablet l'età corrispondente e premere il tasto "conferma" entro 15 secondi. Ad ogni errore, il montepremi che i concorrenti hanno preservato nella prima fase del gioco si dimezzerà, mentre, in caso di risposta esatta, la coppia vincerà la cifra corrispondente. Se al quarto tentativo i concorrenti non indovinano l'età non vinceranno nulla.
Altra differenza rispetto al format originale, a vincere sarà un telespettatore da casa che ha partecipato attraverso il gioco telefonico.

#### Ascolti
| Messa in onda    | Concorrenti    | Concorrenti          | Telespettatori | Share |
| ---------------- | -------------- | -------------------- | -------------- | ----- |
| 17 dicembre 2017 | Mara Maionchi  | Fedez                | 722 000        | 3,09% |
| 4 febbraio 2018  | Iva Zanicchi   | Frank Matano         | 637 000        | 2,80% |
| 11 marzo 2018    | Valeria Marini | Cristiano Malgioglio | 430 000        | 1,80% |

## App
Da giovedì 18 ottobre 2018 il pubblico da casa può giocare live con l'app Guess My Age.